# 1309년

## 연호
- 원(元) 지대(至大) 2년
- 일본(日本) 엔쿄(延慶) 2년
- 쩐 왕조(陳朝) 흥롱(興隆) 17년

## 기년
- 원(元) 무종(武宗) 2년
- 고려(高麗) 충선왕(忠宣王) 복위 원년
- 쩐 왕조(陳朝) 영종(英宗) 17년

## 사건
- 교황의 아비뇽 유수

## 탄생
- 월일 미상 - 고려의 성여완(成汝完)·이달충(李達衷)·정포(鄭誧)·홍언박(洪彦博)

## 사망
- 음력 7월 1일 - 고려의 김흔(金忻)